# Lake Unknown
Der Lake Unknown ist ein Gebirgssee in der Region Otago auf der Südinsel von Neuseeland.

## Geographie
Der See befindet sich in den Humboldt Mountains, rund 24 km nördlich des Lake Wakatipu. Umgeben von bis zu 2002 m hohen Bergen liegt der Bergsee auf einer Höhe von 1150 m und umfasst eine Fläche von rund 1,12 km². Der See erstreckt sich über eine Länge von rund 2,0 km in Nordwest-Südost-Richtung und misst an seiner breitesten Stelle rund 830 m in Südwest-Nordost-Richtung.
Der See wird von einigen Gebirgsbächen gespeist und besitzt einen Abfluss an seinem südöstlichen Ende. Dort befinden sich auch die Lake Unknown Falls, die partiell eine Fallhöhe von 150 m aufweisen. Die Wässer des Sees speisen von der Westseite her den Beans Burn, der kurz danach in den Dart River/Te Awa Whakatipu mündet.